# Eleições parlamentares europeias de 2009 (Estónia)
As eleições parlamentares europeia de 2009 na Estónia, realizaram-se a 7 de junho e, serviram para eleger os 6 deputados nacionais ao Parlamento Europeu.

## Resultados Oficiais
| Partido                 | Partido                        | Votos   | %               | +/-   | Deputados | +/-     |
| ----------------------- | ------------------------------ | ------- | --------------- | ----- | --------- | ------- |
|                         | Partido do Centro              | 103 506 | 26,07 / 100,00  | 8,54  | 2 / 6     | 1       |
|                         | Indrek Tarand                  | 102 460 | 25,81 / 100,00  | Novo  | 1 / 6     | Novo    |
|                         | Partido Reformista             | 60 877  | 15,33 / 100,00  | 3,11  | 1 / 6     | Estável |
|                         | União Pro Patria e Res Publica | 48 492  | 12,22 / 100,00  | Novo  | 1 / 6     | Novo    |
|                         | Partido Social-Democrata       | 34 508  | 8,69 / 100,00   | 20,10 | 1 / 6     | 2       |
|                         | Verdes                         | 10 851  | 2,73 / 100,00   | Novo  | 0 / 6     | Novo    |
|                         | Martin Helme                   | 9 832   | 2,48 / 100,00   | Novo  | 0 / 6     | Novo    |
|                         | União Popular                  | 8 860   | 2,23 / 100,00   | 5,82  | 0 / 6     | Estável |
|                         | Dimitri Klenski                | 7 137   | 1,80 / 100,00   | Novo  | 0 / 6     | Novo    |
|                         | Outros                         | 10 459  | 2,63 / 100,00   |       | 0 / 6     |         |
| Votos Inválidos         | Votos Inválidos                | 2 199   | 0,55 / 100,00   | 0,41  |           |         |
| Total                   | Total                          | 399 181 | 100,00 / 100,00 |       | 6 / 6     |         |
| Eleitorado/Participação | Eleitorado/Participação        | 909 928 | 43,88 / 100,00  | 17,05 |           |         |
| Fonte                   | Fonte                          | [ 1 ]   | [ 1 ]           | [ 1 ] | [ 1 ]     | [ 1 ]   |